# Váczy Péter
Márkcsemernyei Váczy Péter, Váczy Péter György (Ruttka, 1904. március 17. – Budapest, 1994. szeptember 28.) középkortörténész, műgyűjtő.

## Tudományos pályafutása
Ruttkán született, evangélikus vallású, magyar nemzetiségű családban. Kassán járt középiskolába, majd történelmi és művészettörténeti egyetemi tanulmányait a Pázmány Péter Tudományegyetemen végezte. 1928-ban doktorátus szerzett. Disszertációjának témájául a királyi szerviensek és a patrimoniális királyság összefüggéseit választotta. A klebelsbergi kultúrfölény elméletének köszönhetően Bécsben (1927–1929), Párizsban, Rómában (1932–1933), Londonban és Zürichben folytathatott további tanulmányokat.
Gazdag közgyűjteményi, egyetemi és akadémiai karriert futott be: 1929-től a Magyar Nemzeti Múzeum levéltári osztályának tisztviselője, 1934–1940 között a Magyar Országos Levéltárban allevéltárnok. 1937-től a budapesti egyetemen a „Nyugat-Európa története a X-XII. században” című tárgy magántanára volt. 1939–1940 között a középkori egyetemes történet helyettes tanára volt. 1940–1942 között a kolozsvári egyetemen a középkori történelem nyilvános rendes tanáraként dolgozott. 1942–1949 között a Pázmány Péter Tudományegyetemen a középkori egyetemes történelem nyilvános rendes tanáraként tevékenykedett. Az 1950-es évek tisztogatásai őt is elérték. 1949–1961 között a középkori egyetemes történeti tanszéken egyetemi tanár, de egyetemes történeti előadásokat nem tarthatott, és csak művészettörténészeket oktathatott. 1949-ben akadémiai tagságát is megszüntették. Mályusz Elemérhez hasonlóan ő is közgyűjteményi kutatásokhoz fordult: 1961–1968 között a budapesti Egyetemi Könyvtár munkatársa volt.
1940–1949 között az MTA levelező, 1949-től tanácskozó tagja volt. Akadémiai székfoglalójának (1940. november 11.) témája A magyar kereszténység bizánci gyökerei volt. A Rákosi-korszakban MTA-tagságát megszüntették, majd levelező tagságát 1989. május 9-én visszaállították. 1990. május 21-én az Akadémia rendes tagja lett, rendes tagsági székfoglalójának (1991. január 31.) címe A magyar honfoglalásról volt.
Széles körű műveltséggel rendelkezett és számos érdeklődési területe volt: egyaránt foglalkozott a kora középkor egyetemes európai történetével, a hunok történetével, a magyarság őstörténetével, a magyar állam korai történetével, valamint a történelem segédtudományaival. Emellett néprajzi tanulmányokat is publikált, valamint zeneelmélettel is foglalkozott. Nevéhez fűződik a Horthy-korszak mérvadó négykötetes egyetemes történelemmel foglalkozó kiadványának a középkori történettel foglalkozó része. Érdeklődött a középkor tárgyi kultúrája iránt is, a flandriai szövőszékekről, illetve a flandriai szövőiparról francia nyelven is publikált. Képző- és iparművészeti tárgyak gyűjtésével is foglalkozott. Gyűjteményét a győri múzeumra hagyta.

## Történetfelfogása
A szellemtörténeti irányhoz tartozott: ennek értelmében a történelmi vizsgálódások középpontjába a szellemi jelenségek vizsgálata áll. A szellemi jelenségek az egykorú társadalmi és tárgyi valóság leképeződései az egykor élt emberek tudatában. A történettudomány feladata nem pusztán az események bemutatása, hanem annak vizsgálata is idetartozik, hogy a társadalmi és jogi jelenségek hogyan tükröződnek az emberek tudatában. E jelenségek hordozói lehetnek nagy emberek, de akár közösségek is. Nem egyszerűen a korabeli ember, illetve emberek saját korának jelenségeire irányuló tudatos elképzeléseit, például társadalomelméletét, államfelfogását szándékozik bemutatni, hanem az elképzelések mögött meghúzódó általános szemléletet is. Emiatt e szemlélet elkülöníti a teóriát, és spontán reflexiót. A spontán reflexiók akkor mutatkoznak meg, amikor a vizsgált események, jelenségek és a korabeli értelmezésük között eltérés van. Ezek az "elrajzolások" vetik felszínre a spontán reflexiók mögöttes világát.
Ebben a felfogásban írta legismertebb művét A középkor történetét. A mű a 3. század közepétől, a Római Birodalom válságától - ezt Váczy "antik középkornak" nevezi - a 15. század végéig mutatja be a középkor történetét. A mű földrajzi fókuszában elsősorban Nyugat-Európa áll, a kelet-európai illetve bizánci fejlődés függelékként jelenik meg. Váczy felfogásában követi Kantot, aki immanens és transzcendens korszakokat különít el. Váczy szerint azonban a hagyományosan transzcendens korszaknak tartott középkort sem lehetséges homogénnek felfogni: magát a középkor történetét is az immanens és transzcendens egymással való küzdelmének dinamikája mozgatta. A későbbi Georges Dubyhez hasonlóan Váczy is a középkori művészetet a középkori mentalitás hullámzásai kifejezőjének tartja. Szakított azzal a felfogással, mely a középkort sötétnek tartotta, és Charles H. Haskins The Renaissance of the Twelfth Century című műve nyomán azt vallotta, hogy a középkor folyamán több reneszánsz is követte egymást, felváltva sötétebb periódusokkal.
"A középkor a keresztény transzcendens gondolat és az antik immanens világrend folytonos gyürkőzéséből és kiegyenlítődéséből alakult ki. A kereszténység magához idomítja az antikot, az antik viszont a keresztény gondolatra üti képmását. A kereszténység, amint érzi, hogy túlságosan antikizálódott, meglazítja kötelékeit az antikkal s a szerzetesi szellemet segíti diadalra. Ez a keresztény pragmatizmus vezeti be a tulajdonképpeni középkort – a kései antikkal szembeállítva – a VI. század közepe körül (Nagy Gergely kora). A szerzetesek korát azonban a keresztény humanizmus és antikizáló renaissance időszaka követi: a Karoling renaissance (VIII. század közepe–X. század közepe). A román stílus kora újra a szerzetesi ideál jegyében áll (cluny-szellem!), hogy aztán a XII. század második felében ismét renaissance jelenségekkel találkozhassunk. Így ad kezet a tulajdonképpeni renaissance – Jacob Burckhardt renaissance-a – közbülső tagok révén Boëthius, Symmachus és Cassiodorus korának. Ha a Karoling renaissance-ból jutunk a románkori művészet ormain keresztül a quattrocentóhoz, minden nagyszabású előkészületnek tűnik fel az eljövendő számára. Egyre teljesebben illeszkedik be a keresztény világrend az antik formába, egyre testibbé válik a testetlen gondolat. A Karoling renaissance még nem ismeri a kerekded plasztikát, az antik e legkifejezőbb művészetét, a románkori szobrok még elvontak, de a XII. század felé egyre gömbölyödők. Erre a fokra nyúl vissza azután a renaissance, mint kiindulási pontra, a gotika megkerülésével s erről a fokról segíti végül az immanens, újkori életmagatartást diadalra. A középkornak nemcsak az antik, de a renaissance felé is elmosódnak a határai.
Magyar középkortörténeti kutatásai során bebizonyította, hogy Szent István nem a pápától kapta a koronát. Merseburgi Thietmar beszámolója szerint Vajk II. Szilveszter pápától "coronam et benedictionem coepit", azaz, szó szerinti fordításban: "koronát és áldást kapott". Váczy azonban kimutatta, hogy ez nem azt jelentette, hogy a pápa konkrét tárgyat küldött volna, hanem mindössze annyit, hogy a pápa a római egyház képviseletében hivatalosan is érvényesnek ismerte el Vajk királyságát.
Hangsúlyozta a magyar állam patrimoniális jellegét, azaz, hogy a középkori magyar uralkodó hatalma nem elsősorban közjogi jellegű volt, hanem magánjogi. E felfogás értelmében az alattvalókat és az uralkodókat magánjogi jellegű viszonyok (hűbériség) kapcsolták össze. Váczy ezen túl azt is állítja, hogy a magyar állammal kapcsolatban a középkorban egy szimbolikus felfogás élt Magyarországon. E szimbolikus felfogás az államot az uralkodó és a neki hűséges alattvalói egységének fogta föl. Emiatt hangsúlyozza azt is, hogy az alattvalók és az uralkodó személyes, perszonális kapcsolatának legalább olyan fontos szerepet szánt az állam működtetésében a korabeli felfogás, mint a jogi kapcsolatoknak. Felfogása szerint a nemesség egyik rétegének, a királyi servienseknek a neve is ezt a személyes kapcsolatot tükrözi, hiszen itt egy "elrajzolással" állunk szemben: t.i. a név szó szerint királyi szolgálót jelent, noha nyilvánvalóan jogilag privilegizált rétegről van szó.

## Főbb művei
- A királyi serviensek és a patrimoniális királyság. Bp., 1928.
- A helytörténeti kutatás problémái; Franklin Ny., Bp., 1931
- A szimbolikus államszemlélet kora Magyarországon. Bp., 1932.
- Die erste Epoche des ungarischen Königtums. Pécs, 1935.
- Gyula és Ajtony; szerzői, Pécs, 1938
- A középkor története. Bp, 1936; 2. kiad. 1943.; reprint kiad. 1991.
- Magyarország kereszténysége a honfoglalás korában. In: Emlékkönyv Szent István király halálának kilencszázadik évfordulóján. I. Szerk.: Serédi Jusztinán. Bp., 1938.
- A királyság központi szervezete Szent István korában. In: Uo. II.; A magyarság a román és gót stílus korában. - Társadalmunk az Árpádok és Anjouk korában. Magyar művelődéstörténet. I. Szerk.: Domanovszky Sándor. Bp., 1939., reprint kiad. Szekszárd, 1991.
- 1993.; A hunok Európában. In: Attila és hunjai. Szerk. Németh Gyula. Bp., 1940., reprint kiad. 1986., 1996., 2010, ISBN 9789639857490
- A Vazul-hagyomány középkori kútfőinkben. Bp., 1941.
- Die päpstliche Politik bei den Slawen. 1942.
- Die Anfänge der päpstlichen Politik bei den Slawen; Sárkány Ny., Bp., 1942 (Ostmitteleuropäische Bibliothek; Études sur l'Europe Centre-Orientale)
- Egyetemes történet. 2., A középkor története; Magyar Szemle Társaság, Bp., 1944
- A korai magyar történet néhány kérdéséről. Századok, 1958.
- A frank háború és az avar nép. Századok, 1974.
- A magyar történelem korai századaiból. Budapest, 1994. História - MTA Történettudományi Intézete. ISBN 963 8312 16 5.
- A szimbolikus államszemlélet kora Magyarországon (Historia Incognita). Attraktor, Máriabesnyő-Gödöllő 2004. ISBN 9639580252
- A hunok Európában; Attraktor, Máriabesnyő-Gödöllő, 2010

## Egyéb tisztségei
- 1946–49: a Magyar Történelmi Társulat első alelnöke
- 1949–50: a Magyar Heraldikai és Genealógiai Társaság alelnöke

## Díjai
- 1933-ban Baumgarten-díjat kapott.

## Művei online
- A középkor története
- A magyarság a román és gót stílus korában
- Társadalmunk az Árpádok és Anjouk korában
- http://epa.oszk.hu/00000/00022/00529/16520.htm
- http://mek.oszk.hu/09100/09175/html/5.html
- http://www.tankonyvtar.hu/historia-1986-01/historia-1986-01-hogyan
- http://www.tankonyvtar.hu/historia-1992-09/historia-1992-09
- http://www.tankonyvtar.hu/historia-1993-01/historia-1993-01
- http://www.tankonyvtar.hu/historia-1993-04/historia-1993-04-hol
- http://www.tankonyvtar.hu/historia-1988-04/historia-1988-04-elso
- http://www.tankonyvtar.hu/historia-1984-056/historia-1984-056
- http://www.tankonyvtar.hu/historia-1985-04/historia-1985-04-etelkoz
- tortenelemszak.elte.hu/data/21343/Vaczy_Peter.pdf
- http://epa.oszk.hu/01900/01977/00089/pdf/
- ↑ Váczy 1938:  Váczy Péter. Magyarország kereszténysége a honfoglalás korában [archivált változat]. MTA (1938). Hozzáférés ideje: 2014. június 14. [archiválás ideje: 2014. július 13.]